# Пуцонці
Пуцонці (словен. Puconci) — поселення в общині Пуцонці, Помурський регіон, Словенія. Висота над рівнем моря: 205,7 м.